# Penhold
Penhold es un pueblo canadiense situado en la provincia de Alberta.

## Superficie
Penhold tiene una superficie de 11,2 km².

## Demografía
En 2021, tenía 3484 habitantes, una densidad poblacional de 311 hab./km², y 1396 viviendas.